# The Doors Greatest Hits (Enhanced CD)
The Doors Greatest Hits è una raccolta dei Doors pubblicata originariamente nel 1980 e ripubblicata nel 1996, in versione Enhanced CD con una differente lista di tracce e anche con una differente copertina con l'aggiunta del video The Ghost Song mentre la versione Giapponese comprende la traccia bonus Wintertime Love. La raccolta conquistò il disco d'oro e successivamente quello di platino vendendo.

## Tracce
1. Hello, I Love You
2. Light My Fire
3. People Are Strange
4. Love Me Two Times
5. Riders on the Storm
6. Break on Through (To the Other Side)
7. Roadhouse Blues (live)
8. Touch Me
9. L.A. Woman
10. Love Her Madly
11. The Ghost Song
12. The End (versione ricavata da Apocalypse Now)
13. Wintertime Love (Versione Giappone)

## Formazione
- Jim Morrison – voce
- Ray Manzarek – organo, pianoforte, tastiera, basso
- John Densmore – batteria
- Robby Krieger – chitarra